# Plastik
Plastik é o sexto álbum da banda alemã de Neue Deutsche Härte Oomph!. Foi lançado em 11 de outubro de 1999 pela Virgin Records.

## História
Após o lançamento de Unrein não ter alcançado o sucesso que foi desejado, a banda seguiu um novo rumo. Dero começou a ter aulas de canto clássico três anos antes, o que lhe permitiu expandir seu alcance vocal, o que por sua vez expandiu a expressão musical do Oomph!. Novas facetas de emotividade substituíram os guturais e instrumentação pesada do álbum anterior, que só foi contrastada por peças instrumentais. Com este álbum, a banda mudou seu estilo para apresentar instrumentos e vocais menos agressivos, riffs de sintetizador mais pronunciados, vocais em geral mais suaves e bateria e guitarra progressivas, além de assinaturas de tempo incomuns. Essa abordagem de melodia sobre agressão seria o estilo que a banda adotaria para seu som de assinatura, tornando este álbum um ponto de virada no som da banda.
De acordo com a banda, o nome do álbum faz mais sentido pensando pelo lado artificial, onde desde os procedimentos estéticos até os produtos do dia-a-dia são utilizados ou feitos de plástico. O lema do álbum está na música "Nothing is Real", que está escrito de vermelho e na parte do meio da contracapa do álbum.
O álbum conta com a participação de Nina Hagen na música "Fieber". A banda viajou por dois dias até Colônia para gravar os vocais de Nina. Um videoclipe da música também foi lançado juntamente com um single em novembro de 1999.
O primeiro single a ser lançado foi "Das weiße Licht", em agosto de 1999. Para que o vídeo pudesse ser exibido na MTV, a banda teve de mudar a cor do sangue para verde.
O álbum marca os 10 anos de formação da banda.

## Edições
O álbum foi relançado na Europa em 2010 pela Columbia Records, e em 2019 pela Napalm Records. Na versão de 2019 três faixas do single de Fieber foram incluídas no álbum.

## Faixas
| N.º            | Título                         | Duração |  |
| 1.             | "Das weiße Licht"              | 4:01    |  |
| 2.             | "Kennst du mich?"              | 4:44    |  |
| 3.             | "Scorn"                        | 4:01    |  |
| 4.             | "Keine Luft mehr"              | 3:59    |  |
| 5.             | "Hunger"                       | 4:11    |  |
| 6.             | "Nothing is Real"              | 4:00    |  |
| 7.             | "Mein Traum"                   | 4:34    |  |
| 8.             | "Always"                       | 3:46    |  |
| 9.             | "Goldenes Herz"                | 4:30    |  |
| 10.            | "I Come Alive"                 | 4:23    |  |
| 11.            | "Fieber" (Part. Nina Hagen)    | 4:13    |  |
| 12.            | "My Own Private Prison"        | 4:13    |  |
| 13.            | "Das weiße Licht (Refraction)" | 1:56    |  |
| Duração total: | Duração total:                 | 52:33   |  |

- Faixas bônus da edição de 2019.

| N.º            | Título                                                 | Duração |  |
| 14.            | "Fieber" (Remix por Oomph!)                            | 3:49    |  |
| 15.            | "Unsere Rettung" (Ao vivo em Berlim, Dezembro de 1998) | 5:12    |  |
| 16.            | "Gekreuzigt" (Ao vivo em Berlim, Dezembro de 1998)     | 4:19    |  |
| Duração total: | Duração total:                                         | 1:06:14 |  |

## Plastik Tour 1999
Durante o ano de 1999 a banda passou por alguns países da Europa para promover o álbum. Alguns shows foram abertos pela banda DNL. Em outros shows, o Oomph! abriu para a banda Skunk Anansie.
| Data                   | Cidade            | País          | Local                                             | Abertura                     |
| ---------------------- | ----------------- | ------------- | ------------------------------------------------- | ---------------------------- |
| 10 de Outubro de 1999  | Colônia           | Alemanha      | Prime Club                                        | -                            |
| 24 de Outubro de 1999  | Paris             | França        | Le Zénith                                         | -                            |
| 25 de Outubro de 1999  | Deinze            | Bélgica       | Brielpoort                                        | Abertura para: Skunk Anansie |
| 26 de Outubro de 1999  | Roterdam          | Países Baixos | Ahoy                                              | Abertura para: Skunk Anansie |
| 28 de Outubro de 1999  | Estrasburgo       | França        | La Laiterie                                       | Abertura para: Skunk Anansie |
| 29 de Outubro de 1999  | Villeurbanne      | França        | Le Transbordeur                                   | Abertura para: Skunk Anansie |
| 30 de Outubro de 1999  | Marselha          | França        | Le Moulin                                         | Abertura para: Skunk Anansie |
| 31 de Outubro de 1999  | Bergara           | Espanha       | Sala Jam                                          | Abertura para: Skunk Anansie |
| 1 de Novembro de 1999  | San Sebastian     | Espanha       | Polideportivo Municipal José Antonio Gasca        | Abertura para: Skunk Anansie |
| 2 de Novembro de 1999  | Madri             | Espanha       | La Riviera                                        | Abertura para: Skunk Anansie |
| 3 de Novembro de 1999  | Barcelona         | Espanha       | Sala Zeleste                                      | Abertura para: Skunk Anansie |
| 5 de Novembro de 1999  | Assago            | Itália        | FilaForum di Assago                               | Abertura para: Skunk Anansie |
| 6 de Novembro de 1999  | Lancenigo         | Itália        | Palaverde                                         | Abertura para: Skunk Anansie |
| 8 de Novembro de 1999  | Roma              | Itália        | Palazzo dello Sport                               | Abertura para: Skunk Anansie |
| 9 de Novembro de 1999  | Florença          | Itália        | Palasport                                         | Abertura para: Skunk Anansie |
| 11 de Novembro de 1999 | Linz              | Áustria       | Sporthalle                                        | Abertura para: Skunk Anansie |
| 12 de Novembro de 1999 | Zurique           | Suíça         | Volkshaus                                         | Abertura para: Skunk Anansie |
| 13 de Novembro de 1999 | Vernier           | Suíça         | Salle des Fêtes du Lignon (Vernier sur Rock 1999) | Abertura para: Skunk Anansie |
| 15 de Novembro de 1999 | Munique           | Alemanha      | Colosseum                                         | Abertura para: Skunk Anansie |
| 16 de Novembro de 1999 | Offenbach am Main | Alemanha      | Stadthalle                                        | Abertura para: Skunk Anansie |
| 17 de Novembro de 1999 | Colônia           | Alemanha      | E-Werk                                            | Abertura para: Skunk Anansie |
| 19 de Novembro de 1999 | Berlim            | Alemanha      | Columbiahalle                                     | Abertura para: Skunk Anansie |
| 20 de Novembro de 1999 | Copenhagem        | Dinamarca     | Store Vega                                        | Abertura para: Skunk Anansie |
| 21 de Novembro de 1999 | Aarhus            | Dinamarca     | Scandinavian Congress Center                      | Abertura para: Skunk Anansie |
| 23 de Novembro de 1999 | Gotemburgo        | Suécia        | Kåren                                             | Abertura para: Skunk Anansie |
| 24 de Novembro de 1999 | Estocolmo         | Suécia        | Cirkus                                            | Abertura para: Skunk Anansie |
| 25 de Novembro de 1999 | Oslo              | Noruega       | Rockefeller Music Hall                            | Abertura para: Skunk Anansie |
| 27 de Novembro de 1999 | Hamburgo          | Alemanha      | Grosse Freiheit 36                                | Abertura para: Skunk Anansie |
| 28 de Novembro de 1999 | Hamburgo          | Alemanha      | Grosse Freiheit 36                                | Abertura para: Skunk Anansie |
| 1 de Dezembro de 1999  | Frankfurt         | Alemanha      | Batschkapp                                        | Abertura por: DNL            |
| 2 de Dezembro de 1999  | Colônia           | Alemanha      | Prime Club                                        | Abertura por: DNL            |
| 4 de Dezembro de 1999  | Rostock           | Alemanha      | M.A.U. Club                                       | Abertura por: DNL            |
| 5 de Dezembro de 1999  | Berlim            | Alemanha      | Columbia Fritz                                    | Abertura por: DNL            |
| 6 de Dezembro de 1999  | Hamburgo          | Alemanha      | LOGO                                              | Abertura por: DNL            |
| 9 de Dezembro de 1999  | Halle             | Alemanha      | Easy Schorre                                      | Abertura por: DNL            |
| 11 de Dezembro de 1999 | Munique           | Alemanha      | Babylon                                           | Abertura por: DNL            |
| 13 de Dezembro de 1999 | Nuremberga        | Alemanha      | Hirsch                                            | Abertura por: DNL            |
| 14 de Dezembro de 1999 | Stuttgart         | Alemanha      | Die Röhre                                         | Abertura por: DNL            |
| 16 de Dezembro de 1999 | Bochum            | Alemanha      | Rockpalast Bochum                                 | Abertura por: DNL            |
| 17 de Dezembro de 1999 | Chemnitz          | Alemanha      | Kraftwerk                                         | Abertura por: DNL            |
| 19 de Dezembro de 1999 | Brunsvique        | Alemanha      | Meier Music Hall                                  | Abertura por: DNL            |

## Críticas profissionais
| Críticas profissionais | Críticas profissionais |
| Avaliações da crítica  | Avaliações da crítica  |
| Fonte                  | Avaliação              |
| ---------------------- | ---------------------- |
| Rock Hard              | [ 5 ]                  |
| Sonic Seducer          | [ 6 ]                  |
| Musikexpress           | [ 7 ]                  |
| Rolling Stone          | [ 8 ]                  |

Wolf-Rüdiger Mühlmann, da Rock Hard achou a modificação do som sutil, equilibrada e cativante. A antiga frieza e intensidade deram lugar a "um certo calor, um poder orgânico e volumoso que soa moderno e realista". Ele atribuiu 9 dos 10 pontos possíveis. A classificação geral do editorial da Rock Hard foi de 7,8 pontos, o que garantiu o 4º lugar no gráfico de novos lançamentos de Novembro de 1999.
A Musikexpress deu uma nota 4 de 6 estrelas. A revista irmã Rolling Stone escreveu que ouviu "instrumentos estrondosos em refrães simples", dando apenas 2 estrelas.
Na Sonic Seducer, o álbum alcançou um valor médio de 7,3 pontos (usando o mesmo sistema de pontos do Rock Hard) e, portanto, alcançou o número 2 entre todos os novos lançamentos. Thomas Vogel, deu 8 pontos e disse que foi "Um verdadeiro passo à frente para os Eletro-metaleiros alemães. A melodia encontra uma certa harmonia com um peso dosado".

## Desempenho nas paradas
| Paradas (1999)                        | Melhor posição |
| ------------------------------------- | -------------- |
| Alemanha (Offizielle Deutsche Charts) | 23             |

## Histórico de lançamento
| País                   | Data                  | Gravadora            | Formato                             | Catálogo                 |
| ---------------------- | --------------------- | -------------------- | ----------------------------------- | ------------------------ |
| Alemanha               | 11 de outubro de 1999 | Virgin Schallplatten | CD                                  | 8480902                  |
| Rússia                 | 21 de agosto de 2006  | Gala Records         | CD                                  | 0946358943 2 5           |
| União Europeia         | 4 de junho de 2010    | Columbia Records     | CD                                  | 88697 70022 2            |
| União Europeia · Mundo | 6 de agosto de 2019   | Napalm Records       | CD, LP, Download digital, Streaming | NPR 865 JC NPR 865 VINYL |

## Créditos
- Jor - arte, design, gerência;
- Jan Vogtschmidt - foto (capa e banda);
- Next Level - gerência;
- Crap - guitarras, teclados;
- Flux - mixagem, gravação, guitarra, samplers;
- Dero Goi - vocais, bateria;
- Oomph! - produção, música, letras, gravação, mixagem;
- Ted Jensen - masterização;
- Gravado e mixado no Nagelstudio, Calberlah, Alemanha;
- Masterizado no Sterling Sound, Nova York, EUA;